# Bertil Buhre
Carl Bertil Buhre, född 4 mars 1863 i Stockholm, död där 20 juni 1930, var en svensk läkare och ämbetsman.

## Biografi
Buhre var son till fabrikören Johan Gustav Buhre och Augusta Meurling. Han blev student vid Uppsala universitet 1881, avlade mediko-filosofisk examen där 1883, inskrevs vid Karolinska institutet samma år, blev medicine kandidat 1886 och medicine licentiat där 1891, medicine doktor vid Uppsala universitet 1897 och var amanuens i Medicinalstyrelsen 1894–1901. Från 1894 var han även praktiserande läkare i Stockholm. Åren 1903–1913 var han postläkare på Norrmalm och 1913–1928 generaldirektör och chef för Medicinalstyrelsen.
Buhre arbetade aktivt både inom Sveriges läkarförbund och inom Svenska nationalföreningen mot tuberkulos med föreningarnas organisation. Under Buhres ledning omvandlades Medicinalstyrelsen från ett litet rådgivande organ till en stor organisation med sex byråer. Han är begravd på Norra begravningsplatsen utanför Stockholm.

## Utmärkelser
- Kommendör med stora korset av Nordstjärneorden, 15 september 1923.[5]
- Kommendör av första klassen av Nordstjärneorden, 6 juni 1916.[6]
- Kommendör av andra klassen av Nordstjärneorden, 28 februari 1914.[7]
- Kommendör av första graden av Danska Dannebrogorden, tidigast 1921 och senast 1925.[8][9]
- Kommendör av första klassen av Norska Sankt Olavs orden, tidigast 1918 och senast 1921.[8][10]